# 摩西·卡察夫
摩西·卡察夫（希伯來語：‎；1945年12月5日—），以色列政治人物，前任總統。

## 總統
過去五十年，以色列總統均為工黨成員出任，2000年，作為由在野利庫德集團推舉的總統候選人，擊敗由執政聯盟推舉、工黨的希蒙·佩雷斯，成為首位來自右翼利庫德集團的以色列總統，雖然以色列總統只是禮儀及象徵性的國家元首，但總統對於內閣擁有任免權。卡察夫的當選，代表當時以巴和談陷入疆局的巴拉克工黨聯合政府失去支持。

## 刑事指控及被捕入獄
在針對其性骚扰的指控进行调查之后，以色列警方于2006年10月15日晚上建议检控方以“强奸、严重性骚扰以及舞弊”的罪名对卡察夫进行起诉。以色列警方认为，已经掌握了足够的证据。然而，以色列總統有刑事豁免權，不能被起訴。2007年1月25日，由于强奸和滥用职权的指控而暂时停权，國會議長達利亞·伊澤克代理其職。
2009年5月，卡察夫以强奸和其它性侵犯罪名受审。他面临的指控包括强奸一名曾经为他工作的女下属和性骚扰另外两名前任女性雇员。
特拉维夫地方法院2011年3月对卡察夫因强奸罪与性骚扰被判处七年有期徒刑，最高法院维持了今年3月做出的这一判决。2011年12月7日他正式入狱服刑。
卡察夫办公室在一份声明中称：“总统对警方的建议感到意外和震惊。他重申他是一宗阴谋的受害人，针对他的传闻迟早会被证明是诬陷。